# Artëm Fedčuk
Artëm Konstantinovič Fedčuk (in russo Артём Константинович Федчук?; Lipeck, 20 dicembre 1994) è un calciatore russo, attaccante svincolato.

## Caratteristiche tecniche
È un centravanti.

## Carriera

### Club
Cresciuto nel settore giovanile dello Spartak Mosca, dal 2013 al 2017 ha militato con la squadra riserve collezionando 51 presenze e segnando 11 reti. Nel luglio del 2017 è passato all'Avangard Kursk dove ha raggiunto la finale di Coppa di Russia persa contro il Tosno. Nel gennaio del 2020 è stato acquistato dal Tambov debuttando poco dopo in Prem'er-Liga.

### Nazionale
Ha giocato nelle nazionali giovanili russe Under-17 ed Under-18.

## Statistiche
Statistiche aggiornate all'8 luglio 2020.

### Presenze e reti nei club
| Stagione               | Squadra                | Campionato             | Campionato | Campionato | Coppe nazionali | Coppe nazionali | Coppe nazionali | Coppe continentali | Coppe continentali | Coppe continentali | Altre coppe | Altre coppe | Altre coppe | Totale | Totale | Totale |
| Stagione               | Squadra                | Comp                   | Pres       | Reti       | Comp            | Pres            | Reti            | Comp               | Pres               | Reti               | Comp        | Pres        | Reti        | Pres   | Reti   |        |
| ---------------------- | ---------------------- | ---------------------- | ---------- | ---------- | --------------- | --------------- | --------------- | ------------------ | ------------------ | ------------------ | ----------- | ----------- | ----------- | ------ | ------ | ------ |
| 2013-2014              | Spartak-2 Mosca        | PPF                    | 3          | 0          |                 | -               | -               |                    | -                  | -                  |             | -           | -           | 3      | 0      |        |
| 2015-2016              | Spartak-2 Mosca        | 1D                     | 16         | 1          |                 | -               | -               |                    | -                  | -                  |             | -           | -           | 16     | 1      |        |
| 2016-2017              | Spartak-2 Mosca        | 1D                     | 32         | 10         |                 | -               | -               |                    | -                  | -                  |             | -           | -           | 32     | 10     |        |
| Totale Spartak-2 Mosca | Totale Spartak-2 Mosca | Totale Spartak-2 Mosca | 51         | 11         |                 | -               | -               |                    | -                  | -                  |             | -           | -           | 51     | 11     |        |
| 2017-2018              | Avangard Kursk         | 1D                     | 27         | 1          | CR              | 4               | 1               |                    | -                  | -                  |             | -           | -           | 31     | 2      |        |
| 2018-2019              | Avangard Kursk         | 1D                     | 27         | 3          | CR              | 2               | 0               |                    | -                  | -                  |             | -           | -           | 29     | 3      |        |
| 2019-2020              | Avangard Kursk         | 1D                     | 17         | 4          | CR              | 1               | 0               |                    | -                  | -                  |             | -           | -           | 18     | 4      |        |
| Totale Avangard Kursk  | Totale Avangard Kursk  | Totale Avangard Kursk  | 71         | 8          |                 | 7               | 1               |                    | -                  | -                  |             | -           | -           | 78     | 9      |        |
| gen.-giu. 2020         | Tambov                 | PL                     | 7          | 0          | CR              | 0               | 0               |                    | -                  | -                  |             | -           | -           | 7      | 0      |        |
| Totale carriera        | Totale carriera        | Totale carriera        | 129        | 19         |                 | 7               | 1               |                    | -                  | -                  |             | -           | -           | 136    | 20     |        |